# Karl Kahlström
Karl Reinhold Kahlström i riksdagen kallad Kahlström i Lilla Atlings, född 24 december 1862 i Atlingbo församling, Gotlands län, död där 1 september 1931, var en svensk hemmansägare och riksdagspolitiker.
Kahlström var hemmansägare på Gotland. Han var riksdagsman åren 1913–1920 då han var ledamot av riksdagens andra kammare, invald i Gotlands läns valkrets. I riksdagen skrev han en egen motion, om ersättning till landstingsman för resa till eget landsting.
Karl Kahlström är begravd på Atlingbo kyrkogård.